# Jesse Garcia
Jesse Garcia (ur. 14 grudnia 1982 w Rawlins) – amerykański aktor telewizyjny i filmowy.

## Życiorys
Urodził się w miejscowości Rawlins w stanie Wyoming, w rodzinie Świadków Jehowy. Jego ojciec pochodzi z meksykańskiego stanu Durango, a matka, rodowita mieszkanka Wyoming, jest pochodzenia meksykańsko-hiszpańskiego.
Garcia karierę aktorską rozpoczął w 2003 roku od epizodycznego udziału w filmie Performance Anxiety. Po występach w popularnych serialach telewizyjnych i niszowych produkcjach filmowych, otrzymał rolę Carlosa, zbuntowanego Latynosa z Los Angeles, geja i byłego członka gangu, w dramacie Piętnastolatka (Quinceañera, 2006). Projekt był faworytem Sundance Film Festival w 2006, a Garcia za swoją kreację odebrał nagrodę ALMA oraz był nominowany do lauru Imagen Foundation w 2007. W tym samym roku także wystąpił w głównej roli w filmie Misma luna, a rok później pojawił się w tragikomedii Good Dick.

## Wybrana filmografia

### Filmy fabularne
- 2006: Piętnastolatka (Quinceañera) jako Carlos
- 2008: Nieidealna (Unfabulous) jako projektant mody

### Seriale TV
- 2006: Podkomisarz Brenda Johnson jako Carlos
- 2006: The Shield: Świat glin jako Mariano
- 2007: CSI: Kryminalne zagadki Miami jako Vasco Torres
- 2007: Ostry dyżur jako Carlos Vega
- 2007: Prawo i porządek: Zbrodniczy zamiar jako Felix Aguilar
- 2008: Terminator: Kroniki Sary Connor jako Carlos
- 2009: Agenci NCIS jako starszy szeregowy Tomas Tamayo
- 2010: Synowie Anarchii jako Rafi
- 2014–2016: Od zmierzchu do świtu jako Freddie Gonzalez